# Talapoosa
Talapoosa, zajednički je naziv za gradove i plemena Creeka na rijeci Tallaposa u Alabami. Njihovih 13 gradova 1715. s 2,343 stanovnika pripadalo je skupini Upper Creek. Najznačajni među njima, prema Hodgeu bili su Atasi, Fusihatchi, Hillabi, Huhliwahli, Imukfa, Kitchopataki, Kulumi, Talasse i Tukabatchi.
Ostale slične varijante su: Talapousses, Talapoosas, Talabouchi, Tallabutes i sl. 